# Jungschar
Jungschar ist der Sammelbegriff für christlich geprägte Jugendgruppen im deutschsprachigen Raum. Je nach Land und Verbandszugehörigkeit können sich diese Gruppen stark unterscheiden.

## Deutschland

Ankerkreuz

In Deutschland ist die Jungschar die Arbeit für Kinder zwischen ca. 9 und 13 Jahren verschiedener christlicher Verbände wie beispielsweise CVJM, FeG, EC, Evangelische Gesellschaft, EFG, EmK oder EJW. Ihr Logo ist meistens das Ankerkreuz, das im Jahr 1920 von Hans Klopfer entworfen wurde.

### CVJM-Jungschar
Im Normalfall treffen sich Jungen und Mädchen in jeweils eigenen Gruppen, damit man den Bedürfnissen der Kinder gerecht werden kann. Daneben gibt es aber auch, vor allem in kleineren Orten mit wenig Kindern, gemischte Jungscharen.
Als Leitsatz gelten den deutschen CVJM-Jungscharen folgende Worte, die teilweise nach der Gruppenstunde im Kreis gemeinsam gesprochen werden:
Jesus Christus will der Herr meines Lebens sein.
Er liebt mich, auch wenn ich Fehler mache.
Auf sein Wort will ich hören.
Ich vertraue darauf, dass Jesus mir hilft,
treu und ehrlich, fröhlich und zuverlässig,
kameradschaftlich und dienstbereit zu sein.
Für mein Leben soll gelten:
Mit Jesus Christus „Mutig Voran“
In bündischen Jungscharen (CVJM-Westbund) gelten noch die Jungschar-Zielsätze von Reichsjungscharwart Walter Schinzer:
Als Jungscharler will ich dem Herrn Jesus Christus nachfolgen.
Ich will täglich auf sein Wort hören und ihn bitten,
dass er mir hilft, danach zu leben.
Ich will sein gehorsam und treu im Elternhaus,
wahrhaftig und fleißig in der Schule
und allezeit kameradschaftlich und dienstbereit.
Mein Leben soll dem Herrn Jesus Christus gehören.
Die Jungschargruppen verabschieden sich am Schluss der Jungscharstunde mit dem Jungschargruß »Jungschar, mit Jesus Christus mutig voran!«
Zu Beginn der Blütezeit der Jungschararbeit entstand auch ihr heutiges Symbol, das Ankerkreuz. Im Auftrag des Stuttgarter Jungscharführerrings hat es ein Mitglied des CVJM, Hans Klopfer, entworfen. Im Jahr 1920 wurde es das Abzeichen der Stuttgarter Scharen. Noch im selben Jahr beschloss der „Reichsverband der Evangelischen Jungmännerbünde und verwandter Bestrebungen“, das Ankerkreuz als Abzeichen für die Mitglieder aller Jungscharen im Reichsverband einzuführen.
Mini-Jungschar
Mini-Jungscharen sind Jungscharen mit wenigen Jungen oder Mädchen.
Kindergruppen
Für die jüngeren (ca. 6–8 Jahre alten) Jungen und Mädchen gibt es das Angebot von Kindergruppen.

### Jungschar des Gemeindejugendwerks (GJW) des Bundes Evangelisch-Freikirchlicher Gemeinden
Als Leitsatz bezeichnen die Jungschargruppen des GJW das Jungscharversprechen:
Ich will Jesus Christus kennenlernen,
um ihm nachzufolgen, „fest und treu“.
Ich will auf Gottes Wort hören und mich bemühen,
danach zu leben, „fest und treu“.
Ich will mithelfen, dass unsere Jungschargruppe eine frohe christliche Gemeinschaft
werden kann, in der Freundschaft und Kameradschaft möglich sind, „fest und treu“.
Es bleibe dabei: „Fest und treu“.
Bei der Verabschiedung steht die Jungschargruppe traditionell im Kreis, die rechte Hand fasst die linke Hand des linken Nachbarn an, und sie beenden die Stunde mit einem Gebet.
Viele Jungschargruppen bieten Sommerfreizeiten und Übernachtungswochenenden an, um die Gemeinschaft der Jungscharler und Mitarbeiter mit Gott zu fördern.

### Jungscharen im Evangelischen Jugendwerk in Württemberg
Die Jungscharen im Evangelischen Jugendwerk in Württemberg (EJW), die als Träger die jeweilige Kirchengemeinde der Landeskirche haben, werden meist in kleineren Orten veranstaltet.
Die Koordination liegt dabei beim jeweiligen Bezirksjugendwerk (EJW). In der Jungschar werden den durchschnittlich 8- bis 14-jährigen Kinder Grundlagen der Bibel spielerisch vermittelt, gemeinsam gebetet und versucht ihnen den Glauben näher zu bringen. Aber auch Spiele und Aktionen sind regelmäßiger Teil des Programmes. Die Jungschar wird meist von ehrenamtlichen Mitarbeitern aus der jeweiligen Kirchengemeinde geleitet. Der Leitspruch der Jungscharen lautet: Mit Jesus Christus mutig voran!

### Jungscharen im Deutschen EC-Verband
Das Ziel der Kinder- und Jungschararbeit im Deutschen EC-Verband ist: „Jesus liebt Kinder – deshalb sollen Kinder Jesus kennenlernen“. Dies geschieht durch Schuleinsätze, Projektarbeiten, bei Straßen- und Spielplatzeinsätzen, Freizeiten, Kinderbibeltagen, Kinderstunden und Jungschartagen, welche entweder direkt vor Ort oder durch die Landesverbände und den EC-Verband organisiert und unterstützt werden.

### Jungschar in der katholischen Kirche
Jungschar nannten sich die Gruppen der 13- bis 14-jährigen Jungen innerhalb der katholischen Sturmschar, ab 1930 Katholischer Jugendmännerverband Deutschlands. 1938 wurde der Verband einschließlich aller Unter- und Nebengliederungen durch die Nationalsozialisten verboten, am 6. Februar 1939 reichsweit aufgelöst.

## Österreich
In Österreich und Südtirol ist die Katholische Jungschar Österreich bzw. die Katholische Jungschar Südtirols die Kinderorganisation der katholischen Kirche für Kinder zwischen 8 und 14 Jahren. Im Jahr 1947 gegründet, zählte sie im Jahr 2009 insgesamt 99.000 Kinder als Mitglieder, die in örtlichen Gruppen von 11.200 Gruppenleitern geleitet werden. Der ABÖJ bildet das freikirchliche Jungschar-Netzwerk in Österreich.

### Katholische Jungschar Österreich (KJSÖ)

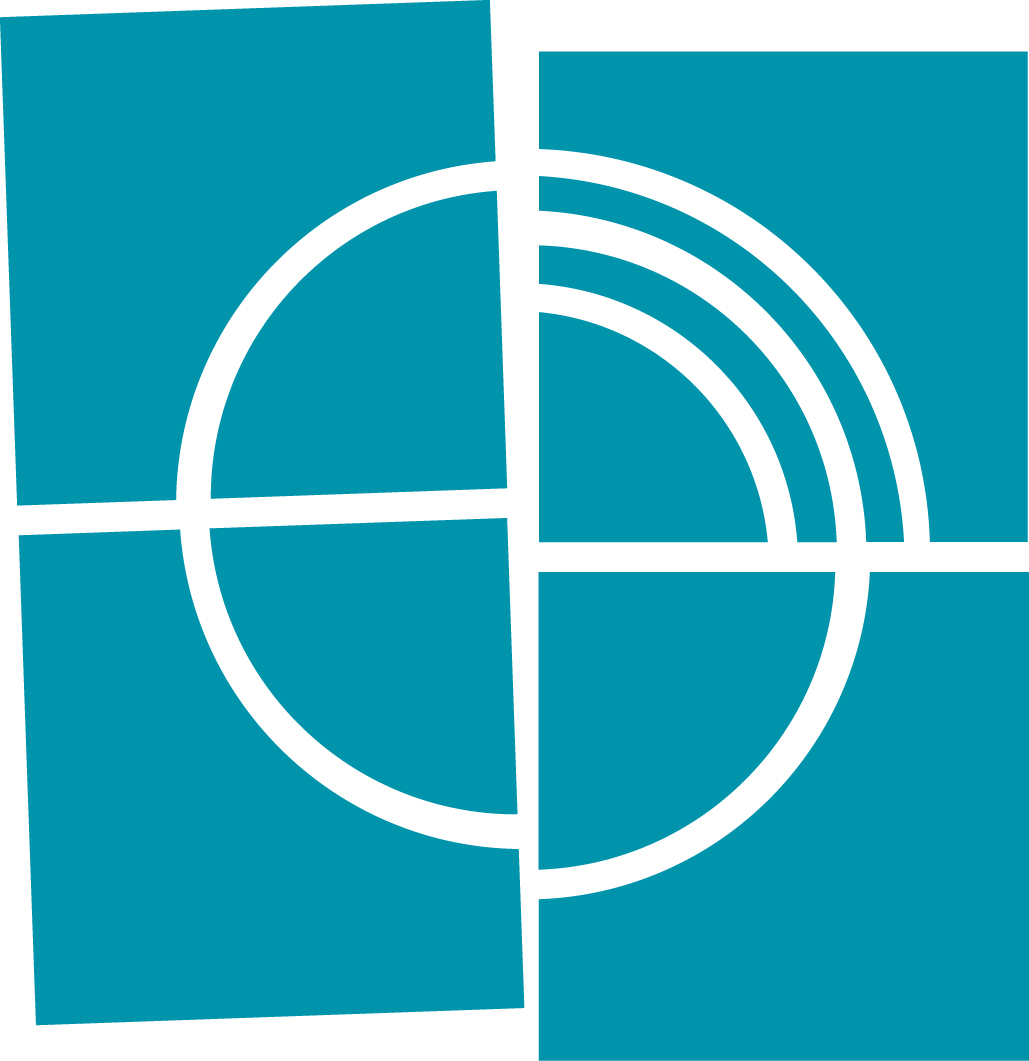
Logo der Katholischen Jungschar Österreichs

Die Katholische Jungschar Österreich ist Trägerin der außerschulischen kirchlichen Kinderarbeit und Teil der Katholischen Aktion, der Laienbewegung der Kirche. Neben dem Engagement in den Pfarr-Kindergruppen und der Unterstützung von Ministranten und Ministrantinnen setzt sich die Katholische Jungschar als Interessensvertretung vor allem für die Einhaltung von Kinderrechten ein. 1955 wurde mit der Dreikönigsaktion eine Spenden- und Hilfsaktion ins Leben gerufen.

### Arbeitskreis Bibelorientierter Österreichischer Jugend (ABÖJ)
Der ABÖJ ist eine Jugendorganisation, welche auf der Grundlage der Evangelischen Allianz arbeitet. Er versteht sich als Partner für Kirchen und Gemeinden.

## Schweiz
In der Schweiz bezeichnet der Begriff Jungschar die Kinder- und Jugendarbeit von Verbänden, die – im Gegensatz zur Pfadi – in Verbindung mit kirchlichen Institutionen stehen. Innerhalb der einzelnen Verbände gibt es teils große Unterschiede zwischen Jungscharen mit einer starken christlichen Prägung und solchen, bei denen der Glaube höchstens eine untergeordnete Rolle spielt.
| Verband  | Kirchliche Zusammenarbeit         | Internationaler Verband |
| -------- | --------------------------------- | ----------------------- |
| Jubla*   | Römisch-katholische Kirche        | FIMCAP                  |
| Cevi     | Evangelisch-reformierte Kirche    | YMCA, YWCA              |
| BESJ     | Verschiedene Freikirchen          | –                       |
| JEMK     | Evangelisch-methodistische Kirche | –                       |
| youthnet | Schweizerische Pfingstmission     | Royal Rangers           |

* Die Jubla selbst verwendet den Begriff Jungschar nicht; ihre Ortsgruppen werden einfach Scharen genannt.